# Ålem
Pour les articles homonymes, voir Alem.
Ålem est une localité de Suède dans la commune de Mönsterås située dans le comté de Kalmar.
Sa population était de 803 habitants en 2010.